# Mistrzostwa Europy w Szermierce 2004
Mistrzostwa Europy w Szermierce 2004 – 17. edycja mistrzostw odbyła się w duńskim mieście Kopenhaga w 2004 roku.

## Klasyfikacja medalowa
| Lp. | Państwo    | złoto | srebro | brąz | Razem |
| --- | ---------- | ----- | ------ | ---- | ----- |
| 1   | Rosja      | 5     | 5      | 4    | 14    |
| 2   | Rumunia    | 2     | 1      | 1    | 4     |
| 3   | Polska     | 1     | 4      | 4    | 9     |
| 4   | Austria    | 1     | –      | 1    | 2     |
| –   | Ukraina    | 1     | –      | 1    | 2     |
| 6   | Niemcy     | 1     | –      | –    | 1     |
| –   | Szwajcaria | 1     | –      | –    | 1     |
| 8   | Węgry      | –     | 1      | 1    | 2     |
| 9   | Francja    | –     | 1      | –    | 1     |
| 10  | Włochy     | –     | –      | 5    | 5     |
| 11  | Szwecja    | –     | –      | 1    | 1     |

## Medaliści

### Mężczyźni
| Złoto                                                                                       | Srebro                                                                             | Brąz                                                                                      |
| Floret                                                                                      |                                                                                    |                                                                                           |
| Richard Breutner                                                                            | Rienal Ganiejew                                                                    | Michael Ludwig Andrzej Witkowski                                                          |
| Rosja · Jurij Mołczan · Wiaczesław Pozdniakow · Rienal Ganiejew · Rusłan Nasibullin         | Polska · Tomasz Ciepły · Andrzej Witkowski · Sławomir Mocek · Wojciech Szuchnicki  | Włochy · Marco Ramacci · Matteo Zennaro · Andrea Baldini · Giuseppe Alongi                |
| Szpada                                                                                      |                                                                                    |                                                                                           |
| Christoph Marik                                                                             | Rémy Delhomme                                                                      | Robert Andrzejuk Pawieł Kołobkow                                                          |
| Szwajcaria · Marcel Fischer · Benjamin Steffen · Fabian Kauter · Dominik Saladin            | Polska · Robert Andrzejuk · Tomasz Motyka · Adam Wiercioch · Krzysztof Mikołajczak | Szwecja · Fredrik Nilsson · Magnus Malmgren · Robert Dingl · Paul Fogelberg               |
| Szabla                                                                                      |                                                                                    |                                                                                           |
| Stanisław Pozdniakow                                                                        | Marcin Koniusz                                                                     | Siergiej Szarikow Aleksiej Jakimienko                                                     |
| Rosja · Siergiej Szarikow · Aleksiej Jakimienko · Stanisław Pozdniakow · Aleksiej Djaczenko | Polska · Maciej Tomczak · Rafał Sznajder · Adam Skrodzki · Marcin Koniusz          | Ukraina · Wołodymyr Kalużnyj · Ołeh Szturbabin · Wołodymyr Łukaszenko · Władysław Tretiak |

### Kobiety
| Złoto                                                                                      | Srebro                                                                                    | Brąz                                                                                          |
| Floret                                                                                     |                                                                                           |                                                                                               |
| Laura Badea                                                                                | Swietłana Bojko                                                                           | Claudia Pigliapoco Anna Rybicka                                                               |
| Rumunia · Roxana Scarlat · Laura Badea · Cristina Stahl · Corina Indrei                    | Rosja · Jekatierina Juszewa · Wiktorija Nikiszyna · Jewgienija Łamonowa · Swietłana Bojko | Włochy · Margherita Granbassi · Claudia Pigliapoco · Benedetta Durando · Elisa Di Francisca   |
| Szpada                                                                                     |                                                                                           |                                                                                               |
| Natalija Konrad                                                                            | Anna Siwkowa                                                                              | Oksana Jermakowa Hajnalka Tóth                                                                |
| Rosja · Tatjana Łogunowa · Karina Aznawurian · Anna Siwkowa · Oksana Jermakowa             | Węgry · Renata Fodor · Hajnalka Tóth · Dora Kiskapusi · Emese Szász                       | Polska · Beata Tereba · Małgorzata Stroka · Magdalena Kumiet · Barbara Ciszewska-Andrzejewska |
| Szabla                                                                                     |                                                                                           |                                                                                               |
| Aleksandra Socha                                                                           | Jekatierina Fiedorkina                                                                    | Ilaria Bianco Cătălina Gheorghițoaia                                                          |
| Rosja · Sofja Wielika · Jelena Nieczajewa · Swietłana Kormilicyna · Jekatierina Fiedorkina | Rumunia · Irina Covaliu · Cătălina Gheorghițoaia · Andreea Pelei · Dorina Mihai           | Włochy · Ilaria Bianco · Rosanna Pagano · Marianna Tricarico · Francesca Buccione             |